# Hollán Sándor (festő)
Hollán Sándor, Alexandre Hollan (Budapest, 1933. december 29.) Franciaországban élő magyar grafikus, festő.

## Pályafutása
1955-ben szerzett díszletfestő mesteri oklevelet, majd az egri színház műtermében kezdett munkálkodni. 1956-ban kivándorolt, jelenleg Franciaországban él. Mestere volt a párizsi École Nationale Supérieure des Beaux-Arts festőműhelyében Roger Chapelain-Midy. Később diplomát szerzett az École Nationale Supérieure des Arts Décoratifs grafikai szakán. 1952 és 1976 között illusztrációkból és grafikák készítéséből élt, kiállításai nem voltak. Ezen időszakban évenként több hónapon keresztül tartózkodott a szabad természetben, gépkocsijában lakva szemlélődéssel, rajzolással, festéssel töltötte idejét. Legfőbb motívuma a fa, melyet főként tussal vagy szénnel készített sorozatképekben jelenít meg. Az 1960-as évek végén képein már megjelent a táj, majd a ház-motívum. Az 1970-es évek elején munkáiban inkább a papír fehérje válik dominánssá. 1984-ben véget ért a vándorló élet korszaka, innentől kezdve csendéleteket is fest.